# Schistocerca rubiginosa
Schistocerca rubiginosa är en insektsart som först beskrevs av Harris, T.W. 1862.  Schistocerca rubiginosa ingår i släktet Schistocerca och familjen gräshoppor. Inga underarter finns listade i Catalogue of Life.